# Coronation chicken
Il coronation chicken (letteralmente "pollo dell'incoronazione") è un'insalata britannica che si prepara mischiando pollo, erbe, spezie e una salsa alla maionese. Oltre che costituire un antipasto o un piatto unico, il coronation chicken funge da ripieno per i panini.

## Storia
Il coronation chicken, che era in origine conosciuto come Poulet Reine Elizabeth in onore della regina Elisabetta, è un'invenzione di Constance Spry e Rosemary Hume, direttrici della Cordon Bleu Cookery School di Londra. L'alimento, che venne preparato per la prima volta durante l'incoronazione della sovrana, risulta ispirato al Jubilee chicken, un piatto preparato per il Giubileo d'argento di Giorgio V del Regno Unito (1935).